# Gregory Chamitoff
Gregory Errol Chamitoff (Montreal, 6 augustus 1962) is een voormalig Amerikaans ruimtevaarder. Chamitoffs eerste ruimtevlucht was STS-124 met de spaceshuttle Discovery en vond plaats op 31 mei 2008. Tijdens de missie werden delen van de Japanse Experimentmodule, Node 2 en de Japanse Remote Manipulator System, een robotarm, naar het Internationaal ruimtestation ISS gebracht.
Chamitoff maakte deel uit van NASA Astronautengroep 17. Deze groep van 32 ruimtevaarders begon hun training in 1998 en had als bijnaam The Penguins. 
In totaal heeft Chamitoff twee ruimtevluchten op zijn naam staan, beide naar het Internationaal ruimtestation ISS. Tijdens zijn missies maakte hij twee ruimtewandelingen. In 2013 verliet hij NASA en ging hij als astronaut met pensioen. 